# كأس ويلز 1888–89
كأس ويلز 1888–89 (بالإنجليزية: 1888–89 Welsh Cup)‏ هو موسم من كأس ويلز. فاز فيه نادي بانغور.